# عشقنامه‌ی ملیک مطران
عشق‌نامهٔ ملیک مطران فیلمنامه ای از قاسم هاشمی‌نژاد است. این اثر در قالب کتابی ۸۰ صفحه ای به سال ۱۳۷۷ توسط نشر مرکز و یک بار دیگر در سال ۹۹ توسط انتشارات هرمس به چاپ رسید. این فیلمنامه، دربردارندهٔ اقتباسی از یک داستان کهن ارمنی است. همچنین، هاشمی‌نژاد برای پرداختن به این روایت از سنت گوسانی در مازندران الهام گرفته‌است.

## درونمایه اثر
خط اصلی داستان از یک نمایش‌نامه ارمنی به نام خداوندگاران کهن گرفته شده است.
ملیک مطران داستان راهبی با همین نام را روایت می‌کند که عشق شاهزاده‌ای او را به ساختن صومعه وا می‌دارد و درگیر مجموعه‌ای از کشمکش‌های درونی می‌شود...

## خلاصه داستان
در مازندران و طبق سنت کهن روایت، هر سال پس از کشت بار گردو کشاورزان و مردم بومی طی مراسمی یک شبانه روز را به مغز کردن محصول سالانه‌ی خود می‌پردازند و پیرمردی از اهالی به نام پیر ترخان، برای آن‌ها تار می‌نوازد و حکایت‌هایی کهن را روایت می‌کند.
نقلِ پیر ترخان، حکایت جوانی است به نام ملیک سنگ‌تراش که طی سلسله اتفاقاتی، کاروانی را از چنگال دزدها می‌رهاند و با دختری از اهالی کاروان به نام سدا ازدواج می‌کند. بر اساس هوش و درایت ملیک، پادشاه او را به مقام معماریِ دربار بر می‌گزیند و به او وظیفه‌ی ساخت قصری را برای شاهدت در این هنگام، بین شاهدخت جوان و ملیک عشقی پدید می‌آید. پس از کشمکش‌های ملیک سنگتراش با خود و همسرش که از شرایط کنونی ناراضی است، او بر اثر تصادف وارد صومعه‌ای می‌شود و پس از نجات یافتن توسط اهل صومه، سال‌ها در آن به عبادت و انزوا می‌پردازد تا به مقام مطرانی می‌رسد. دورِ زمان، ملیک مطران و شاهدخت را باز با هم روبرو می‌کند...

## نقل قول
هاشمی‌نژاد در مقدمه‌ی این کتاب می‌گوید: 
"چنین شد عشق‌نامه ملیک مطران شکل گرفت که در سال شصت و هفت آقای واروژ کریم مسیحی، کارگردان، به یک نمایش ارمنی، به نام خداوندگاران کهن، علاقه مند بود و تصور می‌کرد بتواند فیلمی سینمائی از روی آن بسازد. به سفارش دوست عزیزی سراغ من آمد تا برای او فیلمنامه ای از روی آن نمایش ترتیب دهم، و نسخه‌ی فارسی شده ی خداوندگاران کهن را که سال سی و هشت شمسی از چاپ درآمده بود در اختیارم گذاشت. گذشته از امتثال امر آن دوست، من نمایش و نویسنده‌اش، لئون شانت، را جذاب یافتم..." همچنین هاشمی‌نژاد، از سید محمد بهشتی شیرازی به عنوان دوستی که در نوشته شدن این فیلمنامه یاری‌گر و مؤثر بوده است، در انتهای مقدمه نام برده است و کتاب را به وی تقدیم کرده.

## سرچشمه
1. ↑  «روزنامه جام جم (1399/12/17): کارستان هرمس برای هاشمی نژاد». Magiran. ۲۰۲۱-۰۳-۰۷. دریافت‌شده در ۲۰۲۱-۰۴-۲۷.‏
2. ↑  «روزنامه ایران (1395/01/15): صوفی صافی درون». Magiran. ۲۰۱۶-۰۴-۰۳. دریافت‌شده در ۲۰۲۱-۰۴-۲۷.‏
3. ↑  «مثل یک پروانه بود، گردِ نور». روزنامه اعتماد. دریافت‌شده در ۲۰۲۱-۰۴-۲۷.‏
4. ↑  «فیلم‌نامه راهبی عاشق -مجله 30 بوک». بایگانی‌شده از اصلی در 28 اكتبر 2020. دریافت‌شده در 30 سپتامبر 2020. تاریخ وارد شده در |تاریخ بایگانی= را بررسی کنید (کمک)
5. ↑  کتاب عشق‌نامه ملیک مطران | ایران کتاب
6. ↑  عشقنامه ملیک مطران، ۱۳۷۶:۱۰.